# Peratocytheridea setipunctata
Peratocytheridea setipunctata is een mosselkreeftjessoort uit de familie van de Cytherideidae. De wetenschappelijke naam van de soort is voor het eerst geldig gepubliceerd in 1969 door Brady.